# Herce
Herce é um município da Espanha 
na província e comunidade autónoma de La Rioja, de área 17,21 km² com população de 383 habitantes (2007) e densidade populacional de 21,56 hab/km².

## Demografia
| Variação demográfica do município entre 1991 e 2004 | Variação demográfica do município entre 1991 e 2004 | Variação demográfica do município entre 1991 e 2004 | Variação demográfica do município entre 1991 e 2004 |
| --------------------------------------------------- | --------------------------------------------------- | --------------------------------------------------- | --------------------------------------------------- |
| 1991                                                | 1996                                                | 2001                                                | 2004                                                |
| 380                                                 | 378                                                 | 398                                                 | 368                                                 |